# Jean-Nicolas Bouilly
Jean-Nicolas Bouilly (Tours, 24 de gener de 1763 - París, 14 d'abril de 1842) fou un dramaturg, llibretista, escriptor de literatura infantil, i polític de la Revolució Francesa. És sobretot conegut per escriure un llibret, suposadament basat en una història real, sobre una dona que es disfressa d'home per rescatar el seu marit de la presó, que va constituir la base de l'òpera Fidelio de Beethoven, així com una sèrie d'altres òperes.